# Spy Smasher
Spy Smasher est le nom de plusieurs héros appartenant à l'univers de DC Comics. 
- Alan Armstrong est créé en 1940 pour Fawcett Comics par C. C. Beck & Bill Parker dans Whiz Comics #2.
- Katarina  Armstrong personnage créé en janvier 2007 par Gail Simone & Nicola Scott dans Birds of Prey #100.

## Histoire

### Alan Armstrong
Alan est un aviateur, athlète et playboy qui vit en Virginie. Durant l'hiver 1940, il rencontre Eve Corby, la fille d'un amiral de la Navy. Il ressemble à Batman et Blue Beetle. Spy Smasher combat le crime avec des gadgets et le Gyrosub qui se transforme en voiture, avion, sous-marin.

### Katarina  Armstrong
Katarina est une agente secrète, membre du FBI et de l'anti-terroriste. Elle ne dit pas ses liens envers Alan Armstrong et pourquoi elle s'en inspire pour son costume et son nom.

## Autres médias
- Spy Smasher est adapté en 1942 en serial par William Witney, son rôle est joué par Kane Richmond : Spy Smasher.
- La Ligue des justiciers, épisode « Patriot Act » (voix de Nathan Fillion)
- DC Universe Online